# Herbessus decorsei
Herbessus decorsei är en spindelart som beskrevs av Simon 1903. Herbessus decorsei ingår i släktet Herbessus och familjen krabbspindlar.
Artens utbredningsområde är Madagaskar. Inga underarter finns listade i Catalogue of Life.